# Morte e funeral do Papa Francisco
Em 21 de abril de 2025, segunda-feira de Páscoa, o Papa Francisco morreu aos 88 anos, às 7h35 CEST (UTC+2) (2h35 pelo horário de Brasília), em sua residência, a Casa Santa Marta, na Cidade do Vaticano. Sua morte foi anunciada pelo Cardeal Camerlengo Kevin Farrell por meio de uma transmissão da Vatican Media e uma declaração em vídeo às 09h47, aproximadamente duas horas após a morte. A causa de morte, oficialmente declarada pelo Vaticano, foi um acidente vascular cerebral (AVC) e insuficiência cardíaca.

## Antecedentes

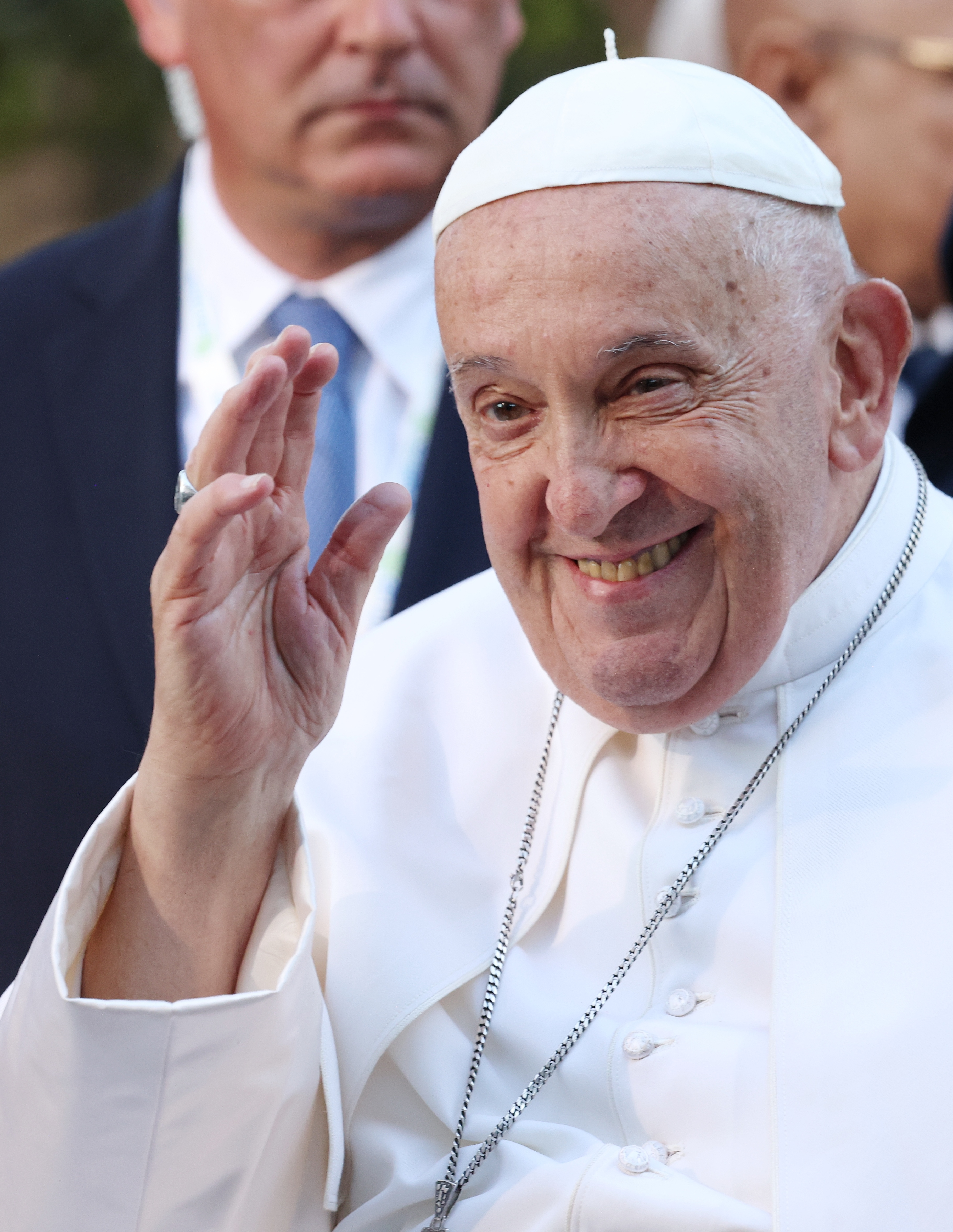
O Papa Francisco em 2024

Eleito em março de 2013, aos 76 anos, o Papa Francisco era considerado relativamente saudável, apesar de apresentar danos pulmonares crônicos decorrentes de uma excisão pulmonar realizada na juventude. Segundo seus médicos, a remoção do tecido pulmonar não comprometia significativamente sua saúde, exceto pela possível redução da reserva respiratória em caso de infecções respiratórias. Durante a década de 2020, tornou-se suscetível a episódios de gripe e bronquite durante o inverno. Problemas no joelho e episódios de ciática levaram-no a utilizar com frequência cadeira de rodas, andador ou bengala.
Em 2021, os problemas de saúde do Papa  Francisco suscitaram especulações sobre uma possível renúncia, as quais foram negadas por ele próprio. Em junho de 2022, após ser submetido a tratamento no joelho, cancelou viagens programadas à República Democrática do Congo e ao Sudão do Sul. Em entrevista à agência Reuters, naquele mesmo mês, Francisco afirmou não ter considerado a renúncia, mas que o faria caso sua saúde o impedisse de exercer plenamente suas funções. Durante a sua viagem à República Democrática do Congo, em fevereiro de 2023, Francisco disse que a renúncia “não estava na sua agenda neste momento”.
Em março de 2023, Francisco foi hospitalizado em Roma com uma infecção respiratória. Ele voltou a celebrar a Missa da Vigília Pascal no Sábado Santo, em abril. Em junho, Francisco foi submetido a uma cirurgia abdominal após sofrer de uma hérnia. Francis usava cadeira de rodas em público desde 2022, inicialmente devido a dores persistentes no joelho que exigiram uma operação. Ele reconheceu que os seus recorrentes problemas de mobilidade precipitaram o início do que a Reuters chamou de "uma nova fase mais lenta do seu papado", embora tenha sido elogiado pelos católicos deficientes por fazer da sua "deficiência parte da sua identidade visível".

### Doença final
Em 14 de fevereiro de 2025, Francisco deu entrada no Hospital Gemelli, em Roma, devido a uma bronquite. Sua internação hospitalar foi prolongada devido a uma infecção polimicrobiana do trato respiratório e pneumonia bilateral. O Vaticano News descreveu seu estado como crítico e informou que ele recebeu transfusões de sangue e oxigênio de alto fluxo. Em 23 de fevereiro, foi anunciado que Francisco sofria de insuficiência renal em estágio inicial, embora sua condição permanecesse "sob controle". Em 26 de fevereiro, ele apresentou uma ligeira melhora, mas dois dias depois Francisco sofreu um espasmo brônquico, fazendo-o inalar vômito e necessitar de ventilação mecânica não invasiva, com o Vaticano afirmando que seu prognóstico permanecia reservado. Em 3 de março, foi relatado que ele havia sido retirado da ventilação mecânica e estava se recuperando. O Vaticano revelou que Francisco sofreu dois episódios de "insuficiência respiratória aguda". Após este episódio, o terceiro grande agravamento do estado de saúde do Papa, a ventilação mecânica foi retomada naquela tarde.
Em 19 de março, foi relatado que Francisco não estava mais usando ventilação mecânica à noite, com seus médicos afirmando que sua infecção pulmonar estava sob controle, embora não eliminada. Ele recebeu alta do hospital em 23 de março, imediatamente após abençoar uma multidão de sua varanda; esperava-se que ele passasse pelo menos dois meses se recuperando em sua casa na Domus Sanctae Marthae, na Cidade do Vaticano, mantendo um horário de trabalho reduzido. Ele apareceu em público pela primeira vez desde a hospitalização em 6 de abril.
Em 20 de abril, um dia antes de sua morte e coincidindo com o Domingo de Páscoa, Francisco delegou a tradicional missa de Páscoa ao Cardeal Angelo Comastri, mas fez uma aparição pública surpresa para abençoar o público na Praça de São Pedro, logo após ter se encontrado com o vice-presidente dos Estados Unidos, JD Vance para trocar saudações de Páscoa após entrarem em uma disputa sobre os planos de deportação de migrantes do governo Trump.

## Morte

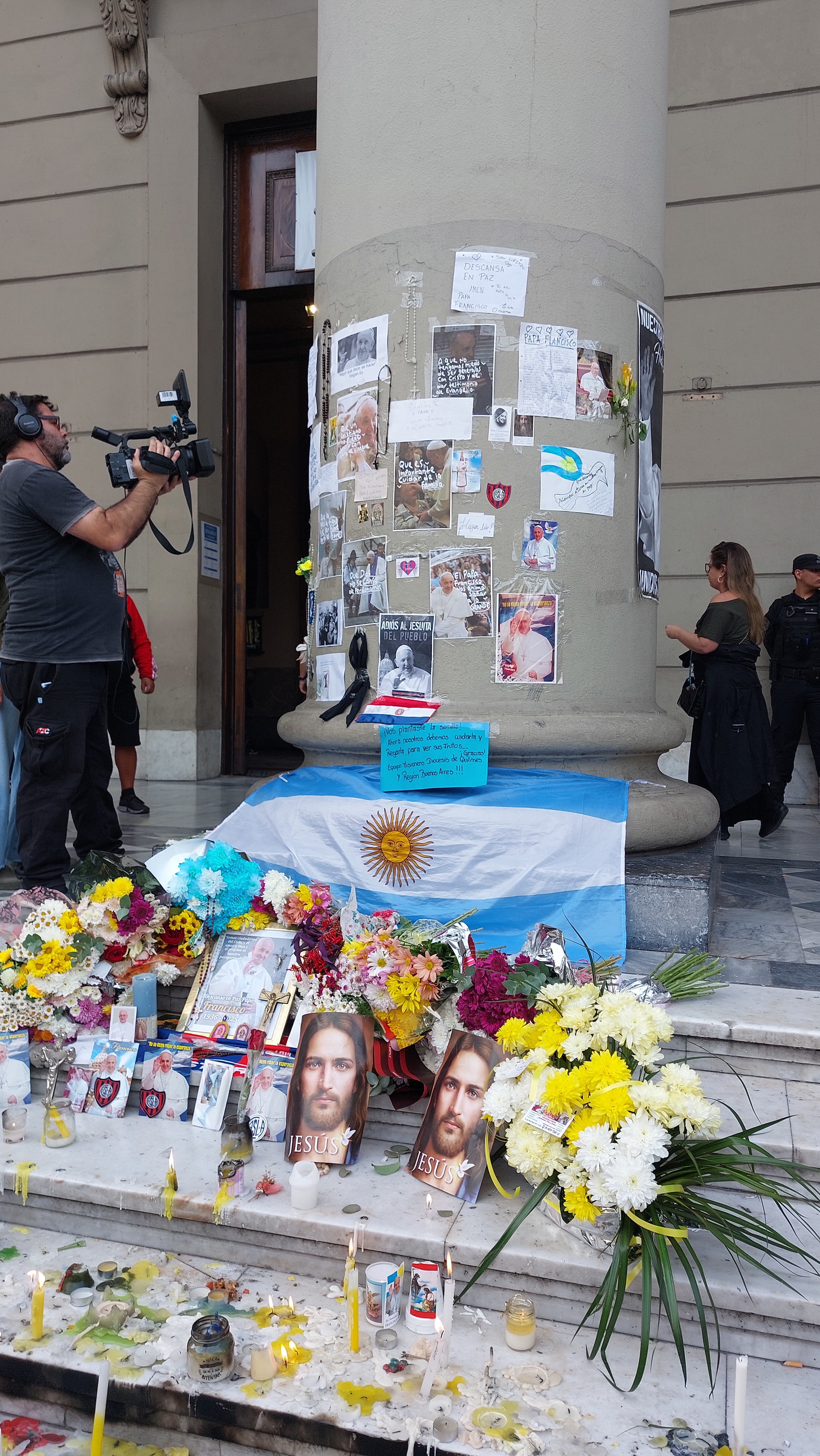
Fiéis prestam homenagem ao Papa Francisco na Catedral de Buenos Aires, Argentina

Em 21 de abril de 2025, o Cardeal Kevin Farrell, Camerlengo da Santa Igreja Romana, leu um anúncio, que também foi transmitido pela Vatican Media, afirmando que o Papa Francisco havia morrido aos 88 anos, às 07h35 CEST, Cidade do Vaticano. O anúncio de Farrell foi lido na capela da residência papal em Domus Sanctae Marthae.
Conforme a lei da Igreja, o conclave papal de 2025 pode começar no mínimo em 6 de maio de 2025, 15 dias após o papado ficar vago, mas pode começar antes se todos os cardeais eleitores tiverem chegado a Roma, conforme especificado nas Normas Nonnullas do Papa Bento XVI de 26 de fevereiro de 2013. A data mais recente possível para o início do conclave é 11 de maio de 2025.
A causa de morte foi dada, pelo Vaticano, como um acidente vascular cerebral (AVC) que provocou uma insuficiência cardíaca irreversível. O Vaticano, que cita o médico Andrea Arcangeli, responsável pela certidão de óbito. O médico do Vaticano salienta, ainda, que o Papa Francisco sofreu um “episódio prévio de insuficiência respiratória aguda em pneumonia multimicrobiana bilateral, bronquiectasias múltiplas”, e padecia de hipertensão arterial e diabetes tipo 2.

## Funeral

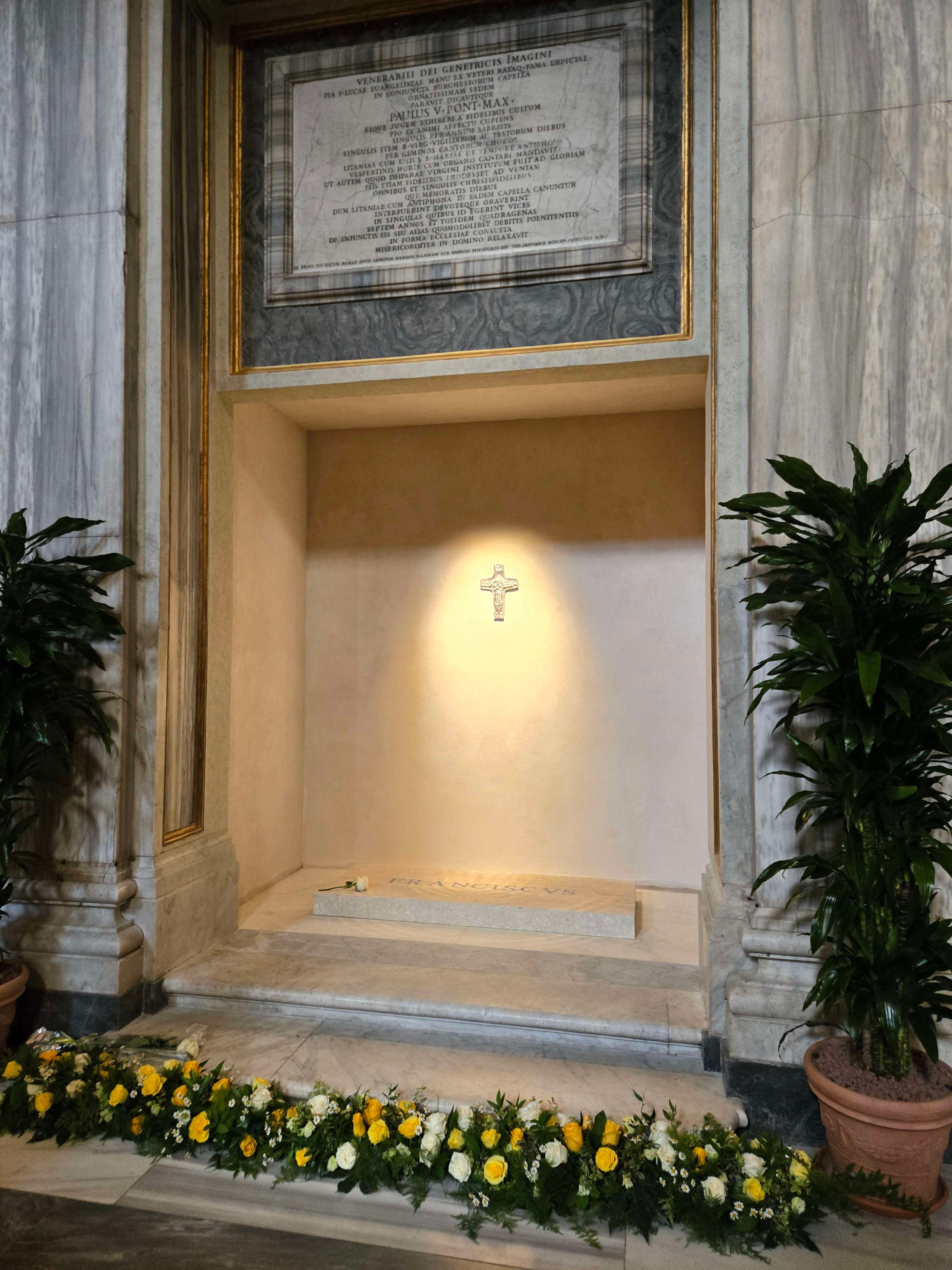
Tumba de Francisco em Santa Maria Maior

Os ritos de exéquias começaram com o cardeal de mais alta patente do Vaticano, Kevin Farrell, presidindo o "rito da confirmação da morte" e colocando o corpo do papa num caixão. Um funeral papal tem sido tradicionalmente um acontecimento elaborado, mas Francisco aprovou planos para simplificar todo o procedimento durante seu pontificado. O falecido pontífice optou por um caixão básico de madeira, revestido de zinco e abandonou a tradição de colocar o corpo numa plataforma elevada para exibição pública. O corpo permaneceu exposto por três dias na Basílica de São Pedro, para devoção dos fiéis, com a missa de exequial e funeral ocorrendo às 10 horas do sábado, 26 de abril de 2025, horário local de Roma, tendo a data e outros detalhes sido decididos durante reunião de cardeais na terça-feira, 22 de abril de 2025.
A Santa Missa Exequial, celebração litúrgica católica realizada por conta da morte de uma pessoa e durante o funeral, previsto no livro "Ordem das Exéquias do Sumo Pontífice", que determina as cerimônias fúnebres dos pontífices, foi realizada na Basílica de São Pedro e presidida pelo cardeal Giovanni Battista Re. Após a Ladainha de Todos os Santos, os patriarcas, arcebispos e metropolitas das Igrejas católicas orientais ficaram ao lado do caixão do papa Francisco para a Supplicatio Ecclesiae Orientalium (anteriormente conhecida como Officio Defectorum na liturgia bizantina). Após cantar três vezes o troparion pascal e entoar orações, um dos patriarcas incensou o caixão.
Após a missa fúnebre, o corpo do pontífice seguiu em procissão até a Basílica de Santa Maria Maior, onde foi sepultado, sendo a primeira vez que um papa é sepultado fora do Vaticano em mais de um século.

### Dignitários

Mapa mostrando os países dos quais ao menos uma delegação nacional esteve presente no funeral do Papa Francisco

Diversos dignitários internacionais confirmaram, alguns já em 21 de abril, que planejavam comparecer ao funeral. Isso inclui os seguintes chefes de Estado e de governo. Uma lista atualizada é mantida pela Reuters.

### Monarquias
- Arcebispo Joan Enric Vives i Sicília, bispo de Urgell e ex officio co-príncipe de Andorra
- Rei Philippe e rainha Mathilde da Bélgica
- Grão-duque Henri e grã-duquesa Maria Teresa de Luxemburgo[54]
- Príncipe Alberto II e princesa Charlene de Mônaco[55]
- Rei Felipe VI e rainha Letícia da Espanha
- Rei Carlos XVI Gustavo e rainha Sílvia da Suécia[56]
- Rei Abdullah II e rainha Rania da Jordânia
- Rainha Maria (representando o rei Frederico X) da Dinamarca[57]
- Aloísio, príncipe hereditário e regente (representando o príncipe Hans-Adam II) e Sofia, princesa hereditária de Liechtenstein[58]
- Moulay Hassan, príncipe herdeiro (representando o rei Maomé VI) de Marrocos[59]
- Haakon príncipe herdeiro (representando o rei Haroldo V) e Mette-Marit princesa herdeira da Noruega[60]
- Guilherme, príncipe de Gales (representando o rei Carlos III) do Reino Unido[61]

### Representantes de chefes de Estado
- Sam Mostyn, governador-geral da Austrália (representando o rei Carlos III)
- Igor Sergeenko, presidente da Câmara dos Representantes (representando o presidente Aleksandr Lukashenko) da Bielorrússia[85][86]
- Mary Simon, governadora-geral (representando o rei Carlos III) do Canadá[87]
- Chen Chien-jen, ex-vice-presidente (representando o presidente Lai Ching-te) da República da China, Taiwan
- Verónica Alcocer, primeira-dama (representando o presidente Gustavo Petro) da Colômbia[88]
- Félix Ulloa, vice-presidente (representando o presidente Nayib Bukele) de El Salvador[89]
- Joko Widodo, ex-presidente (representando o presidente Prabowo Subianto) da Indonésia[90]
- Liwy Grazioso, ministro da Cultura e Esportes (representando o presidente Bernardo Arévalo) da Guatemala[91]
- Moses Wetang'ula, presidente da Assembleia Nacional (representando o presidente William Ruto) do Quênia[92]
- Rosa Icela Rodríguez, secretária do Interior (representando o presidente Claudia Sheinbaum) do México[93]
- Javier Martínez-Acha, ministro das Relações Exteriores (representando o presidente José Raúl Mulino) do Panamá[94]
- Elmer Schialer, ministro das Relações Exteriores (representando o presidente Dina Boluarte) do Peru[95]
- Olga Lyubimova, ministra da Cultura (representando o presidente Vladimir Putin) da Rússia[96]
- Philip Mpango, vice-presidente (representando o presidente Samia Suluhu Hassan) da Tanzânia[97]
- Mario Lubetkin, ministro das Relações Exteriores (representando o presidente Yamandú Orsi) do Uruguai[98]
- Yván Gil, ministro das Relações Exteriores (representando o presidente Nicolás Maduro) da Venezuela[99]

### Realeza não reinante
- Príncipe Carlos, duque de Castro, chefe da Casa Real das Duas Sicílias[100]
- Príncipe Pedro, duque de Calábria e princesa Sofía, duquesa de Calábria[100]
- Príncipe Aimone, duque de Aosta e princesa Olga, duquesa de Aosta, chefe da Casa Real Italiana[100]
- Príncipe Emanuel Felisberto, príncipe de Veneza e Piemonte[100]
- Arquiduque Ferdinando, príncipe herdeiro (representando o arquiduque Carlos, chefe da Casa Real) da Áustria[101]

#### Não compareceram
- O presidente russo Vladimir Putin não compareceu ao funeral do Papa Francisco. Suas viagens internacionais estão limitadas por um mandado de prisão do Tribunal Penal Internacional.[102]
- O primeiro-ministro israelense Benjamin Netanyahu não compareceu ao funeral do Papa Francisco.[103][104]